# Shinran: Shiroi michi
Shinran: Shiroi michi (親鸞 白い道?) è un film del 1987 diretto da Rentarō Mikuni, vincitore del Premio della giuria al 40º Festival di Cannes.

## Riconoscimenti
- 1987 - Festival di Cannes
  - Premio della giuria